# Cars, Gironde

Cars este o comună în departamentul Gironde din sud-vestul Franței. În 2009 avea o populație de 1.165 de locuitori.

## Evoluția populației
| An        | 1975  | 1982  | 1990  | 1999  | 2006  | 2009  |
| --------- | ----- | ----- | ----- | ----- | ----- | ----- |
| Populație | 1.178 | 1.191 | 1.186 | 1.189 | 1.175 | 1.165 |